# Église Saint-Martin de Foucarmont
Pour les articles homonymes, voir Église Saint-Martin.
L'église Saint-Martin est une église catholique située à Foucarmont, en France.

## Localisation
L'église est située à Foucarmont, place des Cateliers, commune du département français de la Seine-Maritime. 

## Historique

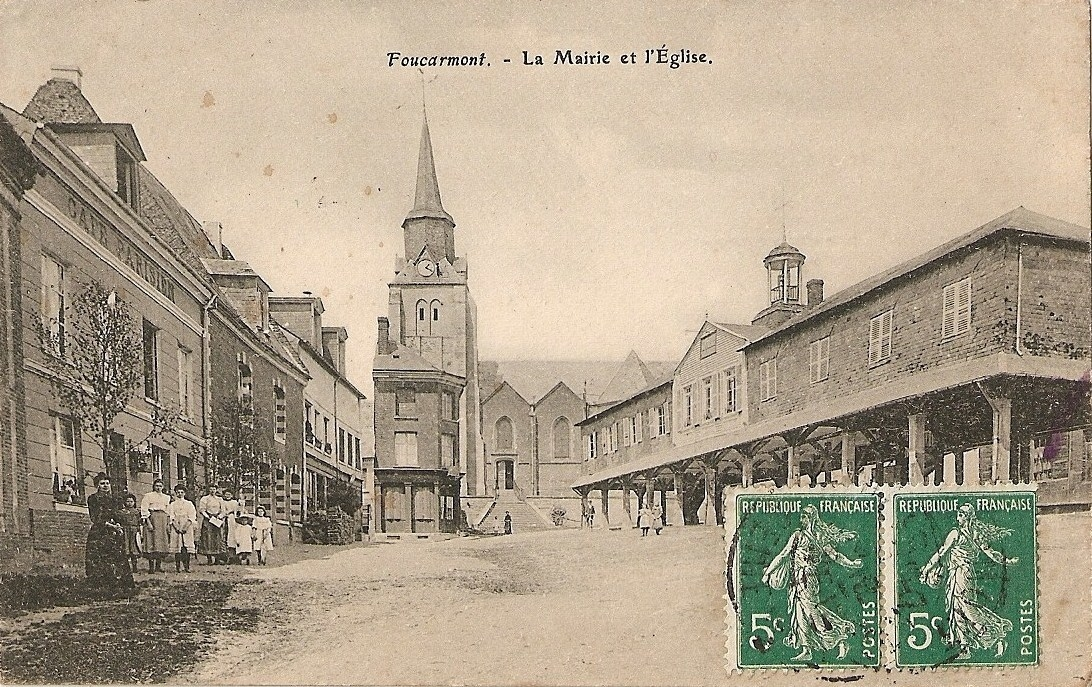
ancien édifice détruit en 1944 sur une carte postale ancienne.

L'édifice actuel est daté de 1959-1963 et remplace un édifice du XVIe siècle détruit le 13 février 1944. L'architecte en est Othello Zavaroni.
L'édifice est inscrit au titre des monuments historiques par arrêté du 28 juillet 2004.

## Description
L'édifice est construit en béton. L'édifice est influencé par l’œuvre de Le Corbusier, notamment la chapelle Notre-Dame du Haut de Ronchamp.
Un arc surmonte le campanile.
L'édifice conserve un aigle lutrin du XVIIIe siècle, ainsi que des statues de bois classées au titre d'objet et provenant de l'abbaye de Foucarmont.

Entrée de l'église Noter le travail du béton, qui alterne des zones gravillonnées et des zones lisses